# Twilight Zone: The Movie
Twilight Zone: The Movie (bra: No Limite da Realidade; prt: No Limiar da Realidade) é um filme estadunidense de 1983 produzido por Steven Spielberg, versão cinematográfica da popular série de televisão criada por Rod Serling nas décadas de 1950 e 1960, The Twilight Zone.
O filme tem 4 episódios análogos à série original, com 30 minutos cada um: Time Out, Kick the Can, It's a Good Life e Nightmare at 20,000 Feet.
O narrador não aparece em cena, ao contrário do que fazia Rod Serling na abertura e encerramento dos episódios. Ouve-se apenas a voz (feita por Burgess Meredith sem créditos. O ator participou de um episódio famoso citado nos diálogos. Além dele, outros cinco participantes da série reaparecem no filme).
São refilmados três episódios clássicos e uma história original. A canção promocional do filme  "Nights Are Forever", foi composta por Jerry Goldsmith com letra de John Bettis e interpretação de Jennifer Warnes. É ouvida brevemente durante a cena com a jukebox, no episódio de abertura com Vic Morrow.
O filme foi marcado por um trágico acidente ocorrido com um helicóptero que caiu durante as filmagens do segmento dirigido por John Landis e atingiu mortalmente Vic Morrow e dois atores-mirins que contracenavam com ele, Myca Dinh Le e Renee Shin-Yi Chen. O caso foi a julgamento mas ninguém foi responsabilizado criminalmente pelas mortes.
O roteiro foi adaptado para literatura por Robert Bloch  Na versão original, o primeiro segmento terminava com o protagonista encontrando a redenção ao salvar duas crianças vietnamitas de um povoado destruido por bombardeio de helicópteros. O livro termina com uma reflexão de como o segmento foi editado na versão final do filme.

## Sinopse

### Prólogo
Dois homens (Dan Aykroyd e Albert Brooks) viajam de carro à noite por uma estrada nevoenta, ouvindo uma fita cassete com a canção de Creedence Clearwater Revival chamada "Midnight Special". A fita estraga dentro do aparelho então os homens começam a conversar e relembrar antigos seriados da televisão americana como Sea Hunt ("Aventuras Submarinas") e Hawaii Five-O ("Havaí 5-0") até que ambos se lembram de The Twilight Zone e de episódios famosos como o estrelado por Burgess Meredith ("Time Enough at Last", sobre um homem que era leitor compulsivo e se torna o único sobrevivente depois de um ataque nuclear mas não consegue mais ler porque deixa cair os óculos).
Após o encerramento do prólogo, Burgess Meredith faz a narração (em tradução livre):
| “ | Você abre esta porta com a chave da imaginação. Atravessa e está em uma outra dimensão. Uma dimensão de sons. Uma dimensão de visões. Uma dimensão da mente. Você se move dentro de uma terra de sombra e matéria, de coisas e de ideias. Você chegou a ... "Além da Imaginação" (versão no Brasil para The Twilight Zone). | ” |

### Primeiro segmento ("Time Out")
Narrador (em tradução livre):
| “ | Conheça um homem com muita raiva: Senhor William Connor, que carrega em seus ombros o peso da dívida externa. É um pobre homem, solitário, que está cansado de esperar por oportunidades que chegam aos outros mas nunca para ele. Senhor William Connor, cuja própria raiva cega o lançará para um dos cantos mais escuros de "Além da Imaginação". | ” |

A história é original e foi dirigida por John Landis. Livremente baseada no episódio "A Quality of Mercy", com o texto de abertura usando partes de "What You Need" e "A Nice Place to Visit".
É sobre Bill Connor (Vic Morrow), que está raivoso por ter sido preterido para um promoção em favor de um judeu. Bebendo no bar, ele desabafa com os amigos xingando várias minorias raciais dos Estados Unidos: além dos judeus ele diz vários impropérios aos negros e asiáticos. Ao deixar o bar, Bill imediatamente nota que a rua está diferente, parecendo com de uma cidade na França ocupada durante a Segunda Guerra Mundial. Ele é parado por soldados nazistas que estranhamente o tratam como sendo um judeu. Bill escapa e sofre uma queda. Quando acorda, está para ser linchado por um grupo da Ku Klux Klan que o tratam como a um negro no sul rural dos Estados Unidos. Em nova mudança, Bill se vê na floresta do Vietnã, sendo caçado por tropas americanas que o tomam por um vietcong. No final, ele volta a ser capturado pelos nazistas.

### Segundo segmento ("Kick the Can")
Narrador (em tradução livre):
| “ | Algumas vezes alguém diz onde não há esperança, não há vida. No presente caso, os residentes do Asilo Sunnyvale, onde a esperança é apenas uma lembrança. Mas esperança entrou em Sunnyvale, disfarçada em um idoso otimista, que traz consigo sua lata brilhante e mágica. | ” |

O segundo segmento foi dirigido por Steven Spielberg é é um remake de um episódio homônimo da série. O ator do elenco Murray Matheson apareceu no episódio "Five Characters in Search of an Exit".
O idoso chamado Senhor Bloom (Scatman Crothers) está no Asilo Sunnyvale conversando com outros residentes e todos começam a se lembrar da infância, contando suas brincadeiras favoritas, menos o amargurado Leo Conroy (Bill Quinn). Mais tarde da noite, o senhor Bloom revela sua lata mágica e diz a todos que poderá fazer com que rejuvenesçam e revivam as respectivas infâncias.

### Terceiro segmento ("It's a Good Life")
Narrador (em tradução livre):
| “ | Retrato de uma mulher no trânsito: Helen Foley, 27 anos de idade. Emprego: professora. Até agora, sua vida tem sido de uma rotina insípida, sempre à espera de que algo diferente aconteça. Helen Foley não sabia ainda, mas sua espera está por terminar. | ” |

O terceiro segmento é um remake de episódio homônimo da série, dirigido por Joe Dante. O texto de abertura é copiado em parte de "Night Call".
Helen Foley (Kathleen Quinlan), viajando para um novo emprego, para num bar do interior para perguntar a direção que deve tomar. Enquanto conversa com o proprietário (Dick Miller), ela assiste o menino Anthony (Jeremy Licht) que jogava numa máquina arcade, ser empurrado por dois outros fregueses que o acusam de com a máquina causar interferência na transmissão de TV (um desses fregueses interpretou Anthony no episódio original: Bill Mumy). Helen defende o menino mas na saída do bar acaba atropelando-o, quando ele ia embora em uma bicicleta. O garoto não sofre nada mas a bicicleta fica avariada. Ela resolve levar Anthony até onde ele mora, uma grande e distante casa que se percebe ser cópia da que aparece num desenho animado visto na TV da família. Anthony apresenta sua estranha família: Tio Walt (Kevin McCarthy, que protagonizou o episódio "Long Live Walter Jameson"); a irmã Ethel (Nancy Cartwright); a mãe dele e Ethel (Patricia Barry, que participou de "I Dream of Gennie" e "The Chaser") e o pai (William Schallert, que apareceu no episódio "Mr. Bevis"). Em um dos quartos, Helen vê outra irmã de Anthony, Sara (Cherie Currie), que está de costas e por isso a mulher não percebe que a menina não tem boca. A família de Anthony age estranhamente e ao receber um bilhete escrito por Ethel, que diz que o menino "é um monstro", Helen descobre que todos estão apavorados e que o garoto tem fantásticos e assustadores poderes.

### Quarto segmento ("Nightmare at 20,000 Feet")
Narrador (em tradução livre):
| “ | O que vocês estão a olhar poderia ser o fim de um pesadelo particularmente assustador. Mas não é. É o começo. Apresentando o senhor John Valentine, passageiro de avião. Seu ponto de chegada: Além da Imaginação | ” |

O quarto segmento é um remake do episódio "Nightmare at 20,000 Feet", dirigido por George Miller e que inclui uma da primeiras aparições de William Shatner na televisão. O texto de abertura é parcialmente copiado de "In His Image".
O nervoso e estressado passageiro Senhor John Valentine (John Lithgow) não consegue se controlar durante uma tempestade que atinge o avião em que viaja. Ao olhar pela janela durante os clarões de relâmpagos, John fica ainda mais apavorado quando avista um homem aparentemente nu em cima da asa, destruindo um dos motores. Mas ninguém mais além dele vê a criatura. Quando o comandante confirma que um dos motores está em pane e John vê a criatura indo para os outros, John percebe que só ele poderá impedir o terrível desastre.

### Epílogo
Ao final do quarto segmento, o motorista interpretado por Dan Aykroyd reaparece como o motorista de ambulância que diz a Valentine ter ouvido sobre um homem que passara por um grande susto. E repete a pergunta que fizera ao companheiro no início "Wanna see something really scary?" ou "Quer ver algo realmente assustador?", com possivelmente o mesmo desfecho de antes.
Narrador (em tradução livre, encerrando o filme):
| “ | Está é a quinta dimensão, desconhecida do Homem. É o meio caminho entre a luz e a sombra, ciência e superstição, e que se situa entre o poço dos medos do Homem e o cume de seu conhecimento. Essa é a dimensão da imaginação. A área que nos chamamos de "Além da Imaginação". | ” |